# Кульчинський Микола Георгійович
Мико́ла Гео́ргійович Кульчи́нський (нар. 10 квітня 1947, м. Дубно, Рівненська область) — український радянський дисидент, згодом політик, народний депутат ВР України, член фракції Блоку «Наша Україна — Народна самооборона» (з листопада 2007), член Комітету у справах пенсіонерів, ветеранів та інвалідів (з грудня 2007), голова підкомітету з питань законодавства у сфері пенсійного забезпечення та пенсійної реформи; голова Полтавського обласного об'єднання Всеукраїнського товариства «Просвіта» (з 1990); член Ради НСНУ (з липня 2005).

## Життєпис
Українець; дружина Раїса Максимівна (1947) — економіст; син Роман (1974) — журналіст; дочка Леся (1984).
Освіта: Полтавський вечірній університет журналістики, журналіст; Полтавська філія Укр.-фін. інституту менеджменту та бізнесу, менеджер комерційної діяльності.
Народний депутат України 6-го скликання з листопада 2007 до грудня 2012 від Блоку «Наша Україна — Народна самооборона», № 72 в списку. На час виборів: редактор газети «Наше слово», член НСНУ. Член фракції Блоку «Наша Україна — Народна самооборона» (з листопада 2007). Член Комітету у справах пенсіонерів, ветеранів та інвалідів (з грудня 2007), голова підкомітету з питань законодавства у сфері пенсійного забезпечення та пенсійної реформи.
Народний депутат України 5-го скликання з листопада 2006 до червня 2007 від Блоку «Наша Україна», № 87 в списку. Член Комітету у справах пенсіонерів, ветеранів та інвалідів (з грудня 2006), член фракції Блоку «Наша Україна» (з листопада 2006). Склав депутатські повноваження 15 червня 2007.
Народний депутат України 4-го скликання з липня 2003 до квітня 2006 від Блоку Віктора Ющенка «Наша Україна», № 73 в списку. Член фракції «Наша Україна» (з липня 2003). Член Комітету у справах пенсіонерів, ветеранів та інвалідів (з вересня 2003).
Народний депутат України 3-го скликання з квітня 2000 до квітня 2002 від НРУ, № 47 в списку. Член фракції НРУ (з квітня 2000). Член Комітету з питань паливно-енергетичного комплексу, ядерної політики та ядерної безпеки (з травня 2000).
Березень 1998 — кандидат в народні депутати України, виборчій округ № 144, Полтавська область. З'явилось 67,4 %, «за» 12,9 %, 2 місце з 27 претендентів. На час виборів: голова Полтавського обласного об'єднання товариства «Просвіта», член НРУ.
- 1966—1969 — служба в армії.
- 1969 — заарештований і засуджений за ст. 187 ч.1 КК УРСР («наклеп на радянську дійсність») на 2.5 роки ув'язнення в таборах загального режиму (покарання відбував в м. Бердянську, с. Аполонівці).
- Березень 1972 — березень 1973 — матрос Дніпропетровського річкового порту.
- 1973—1990 — машиніст баштового крану тресту «Полтавапромбуд».

Член НСЖУ.
Член НРУ (1989—2005, член Політради НРУ (березень — травень 1999); голова Полтавської крайової організації НРУ (з листопада 1994); член Центрального проводу НРУ; член Політради НРУ (до липня 2005).
Довірена особа кандидата на посаду Президента України Віктора Ющенка в ТВО № 152 (2004—2005).
Захоплення: класична музика.

## Нагороди
- Орден «За заслуги» III ст. (04.2007)[7].
- Хрест Івана Мазепи (23 лютого 2010) — за вагомий особистий внесок у відродження історичної спадщини українського народу, багаторічну плідну професійну діяльність[8]